# Jeršič
Jeršič je priimek v Sloveniji, ki ga je po podatkih Statističnega urada Republike Slovenije na dan 22. januarja 2021 uporabljalo 147 oseb.

## Znani nosilci priimka
- Anica Kumer (r. Jeršič) (*1945), igralka
- Matjaž Jeršič (*1934), geograf, univ. prof.
- Miha Jeršič, podobar
- Miro Jeršič (1902–1981), pravnik, politik in publicist
- Mitja Jeršič, glasbenik, harmonikar in klaviaturist, aranžer
- Stane Jeršič (*1957), fotograf
- Tomaž Jeršič (*1968), državni sekretar (= rokometaš, športni delavec) ?